# Lagrangesche Betrachtungsweise

Der rote Punkt zeigt einen möglichen Standpunkt für die Lagrangesche Betrachtungsweise einer sich in einem Raum (schwarzes Gitter) bewegenden Gummihaut (grau)

Die Lagrangesche Betrachtungsweise bezeichnet eine spezielle Perspektive bei der Beobachtung einer Bewegung eines Körpers, stellt also einen bestimmten Beobachterstandpunkt dar. Bei der lagrangeschen Betrachtungsweise oder im Lagrange-Bild wird die Bewegung des Körpers von einem seiner materiellen Punkte (Partikel) aus analysiert, weshalb diese Betrachtungsweise auch materielle Betrachtungsweise genannt wird.
Beispielsweise würde eine frei mit dem Wasser mitschwimmende Boje in einem Fluss die Strömung in der Lagrangeschen Betrachtungsweise wahrnehmen. Ein Beispiel aus der Festkörpermechanik zeigt die Abbildung rechts. Hier wird danach gefragt, welche Bedingungen, z. B. welcher Druck oder welche Temperatur, in einem bestimmten Partikel vorliegen. Die Lagrangesche Betrachtungsweise wird von der Festkörpermechanik bei kleinen bis nicht zu großen Verformungen benutzt.
Die Lagrangesche Betrachtungsweise wurde von Leonhard Euler 1762 eingeführt.

## Beschreibung
Im Lagrange-Bild steht der Beobachter einer Bewegung an einem festen materiellen Punkt oder Partikel. Indem alle Raumpunkte, die ein Partikel mit der Zeit passiert, markiert werden, entsteht eine Bahnlinie, die also mit der Lagrangeschen Betrachtungsweise assoziiert ist.
In der Lagrangeschen Betrachtungsweise werden alle physikalischen Größen dargestellt bezüglich der Ausgangskonfiguration, die den Körper für Berechnungen zeitlich fixiert abbildet:
- Wenn immer dieselbe Ausgangskonfiguration benutzt wird, wird von der totalen Lagrangeschen Betrachtungsweise gesprochen (engl. total lagrange),
- andernfalls von der aktualisierten Lagrangeschen Betrachtungsweise (engl. updated lagrange).

Die mit der Lagrangeschen Betrachtungsweise abgeleiteten Gleichungen liegen dann in der Lagrangeschen Fassung oder Lagrangeschen Darstellung vor.
In den Gleichungen der Kontinuumsmechanik werden die auf die Ausgangskonfiguration bezogenen Größen zumeist mit Großbuchstaben geschrieben oder mit dem Index ...0 versehen.

## Vorteile
Weil bei der Lagrangeschen Betrachtungsweise die physikalischen Größen am Partikel vorliegen, besitzt deren Zeitableitung keinen konvektiven Anteil und ist leicht zu berechnen. Ein Massentransport über die Grenze des Körpers kann nicht stattfinden, so dass die Massenbilanz ebenso wie die anderen Bilanzgleichungen einfach zu formulieren sind.
Viele der auf die Ausgangskonfiguration bezogenen Spannungs- und Verzerrungstensoren sind wie ihre Zeitableitungen objektiv.
Die Angabe von Nebenbedingungen an freien Flächen bereitet keine Schwierigkeiten. Bei kleinen Deformationen und linearem Materialverhalten, was in vielen, vor allem technischen, Fällen vorliegt, vereinfachen sich die Gleichungen derart, dass für viele wichtige Probleme analytische Lösungen vorliegen oder herleitbar sind.

## Nachteile
Wegen des Bezuges zur Ausgangskonfiguration bereiten große Deformationen, z. B. bei Umformprozessen, erhebliche numerische Schwierigkeiten. Die mit großen Deformationen einhergehende Änderung der Eigenschaften eines Körpers, z. B. bei einer Einschnürung, bewirken geometrisch nichtlineare Effekte, die den Rechenaufwand um ein Vielfaches gegenüber einer geometrisch linearen erhöhen.
Die Inkompressibilität eines Materials führt zu zusätzlichen Schwierigkeiten.

## Zusammenfassung
Die Eigenschaften der Lagrangeschen Betrachtungsweise sind in der folgenden Tabelle zusammengefasst:
| Eigenschaft                                         | Belegung                                                  |
| --------------------------------------------------- | --------------------------------------------------------- |
| Namensgeber                                         | Joseph-Louis Lagrange                                     |
| Urheber                                             | Leonhard Euler (1762)                                     |
| Beobachterstandort                                  | Materieller Punkt                                         |
| Anwendung                                           | Festkörpermechanik bei nicht zu großen Verformungen       |
| Visualisierung                                      | Bahnlinie                                                 |
| Ursache der kinematischen Nichtlinearität           | Formänderungen des Körpers (geometrische Nichtlinearität) |
| Zeitableitung                                       | Partielle Ableitung, enthält keinen konvektiven Anteil    |
| Aufwand für Bilanzen von Feldgrößen                 | gering                                                    |
| Zugeordnete Konfiguration                           | Ausgangs- und/oder Referenzkonfiguration                  |
| Bezeichnung der Variablen in der Kontinuumsmechanik | Großbuchstaben oder Index null                            |
| Kinematische Unbekannte                             | Verschiebungen                                            |
| Tauglichkeit für Inkompressibilität                 | eingeschränkt                                             |
| Tauglichkeit für Randbedingungen an freien Flächen  | hoch                                                      |